# Élections législatives néo-zélandaises de 2017
Des élections législatives ont lieu en Nouvelle-Zélande le 23 septembre 2017. Il s'agit d'élire l'ensemble des cent-vingt députés (ou plus) de la cinquante-deuxième législature de la Chambre des représentants, assemblée législative monocamérale.
Ces élections aboutissent à un parlement sans majorité, et à la formation d'un gouvernement de coalition composé du Parti travailliste, de Nouvelle-Zélande d'abord et du Parti vert. La travailliste Jacinda Ardern devient Première ministre.

## Système politique et électoral
La Nouvelle-Zélande est une démocratie multipartite et une monarchie parlementaire. C'est un royaume du Commonwealth : un État indépendant reconnaissant symboliquement la reine Élisabeth II comme chef de l'État. Le Parlement est élu au suffrage universel. À la suite de l'élection, les nouveaux députés renouvellent leur confiance dans le Premier ministre sortant, ou bien choisissent un nouveau Premier ministre, en accord avec le système de Westminster.
Les élections ont lieu tous les trois ans. Chaque électeur dispose de deux voix : une pour élire un député pour sa circonscription, et une pour un parti politique. Soixante-dix députés sont ainsi élus dans des circonscriptions à siège unique au scrutin uninominal à un tour ; les cinquante autres sont élus à la proportionnelle, à partir de listes de candidats soumises par les partis, afin de rééquilibrer les résultats des circonscriptions avec le rapport de forces sur le plan national pour tous les partis dépassant le seuil électoral de 5 % des voix. Si un parti remporte un nombre de circonscriptions inférieur à la proportion de voix qu'il a obtenue au niveau national, des candidats de la liste de ce parti sont élus députés, pour que la proportion de députés de ce parti corresponde à la proportion de voix. Le ratio 70/50 peut être amené à différer de quelques sièges, la part des circonscriptions variant en fonction du dernier recensement officiel. Il est ainsi de 71/49 depuis les élections de 2014.
En raison de ce système, il est possible qu'un parti remporte un nombre de circonscriptions supérieur à la proportion de voix qu'il obtient par les scrutins de liste. Dans un tel cas, le nombre de sièges obtenus par ce parti dépasse le nombre de sièges qui lui serait normalement alloué à la proportionnelle. Ce cas de figure engendre la création de « sièges excédentaires » (overhang seats), portant le nombre de sièges au Parlement au-delà de cent-vingt. Ainsi, parce que le parti Avenir uni en 2014 a remporté une circonscription mais n'a obtenu que 0,2 % des voix, le Parlement issu des élections de 2014 compte 121 députés.
Le pays est divisé en soixante-trois circonscriptions uninominale dites « circonscriptions générales » (general electorates), auxquelles sont superposées sept circonscriptions uninominales dites « circonscriptions maori » (Maori electorates). Chaque citoyen choisit s'il souhaite être inscrit sur les listes électorales générales ou maori. Les sièges maori existent depuis 1867, afin de garantir que les Maori soient représentés au Parlement. Les citoyens maori peuvent néanmoins choisir de s'inscrire sur les listes générales.

## Contexte, partis et candidats

### Majorité sortante
Lors des élections de 2014, le Parti national remporte une majorité relative des sièges, et gouverne avec l'appui de trois autres partis. Ceux-ci s'engagent à voter systématiquement la confiance au gouvernement, et à approuver le budget, mais conservent leur autonomie pour tous les autres votes au Parlement. Peter Dunne (seul député du parti Avenir uni) est ministre de l'Intérieur.
Le Parti national (59 députés), est dirigé par le Premier ministre John Key jusqu'en décembre 2016, lorsqu'il démissionne pour se consacrer davantage à sa famille. Son vice-Premier ministre Bill English lui succède alors. C'est un parti libéral-conservateur, au pouvoir depuis 2008. Il prône un rôle restreint pour l'État, une politique libérale en matière d'économie, la notion de responsabilité individuelle, et un développement durable respectueux de l'environnement.  
Le Parti māori (deux députés) vise à représenter les intérêts particuliers de la population autochtone. Le député Te Ururoa Flavell est ministre du Développement maori. Le parti ACT (« Association des consommateurs et des contribuables », un député) est un parti de la droite néo-libérale, qui prône un « marché libre et ouvert », la responsabilité de chaque individu, et un rôle minime pour l'État sauf en matière de sécurité intérieure et de défense nationale. Le parti Avenir uni (un député) se présente comme centriste, prônant une société axée sur la famille et les communautés locales, ainsi que sur une économie de marché. Tous ces partis s'accordent sur la nécessité de la protection de l'environnement.
Le 21 août, Peter Dunne, fondateur et unique député du parti Avenir uni, annonce qu'il ne se représente pas. Après avoir siégé trente-trois ans au Parlement, il explique que les sondages dans sa circonscription le donnent perdant, et qu'il reconnaît une soif de renouveau chez les électeurs.

### Opposition sortante

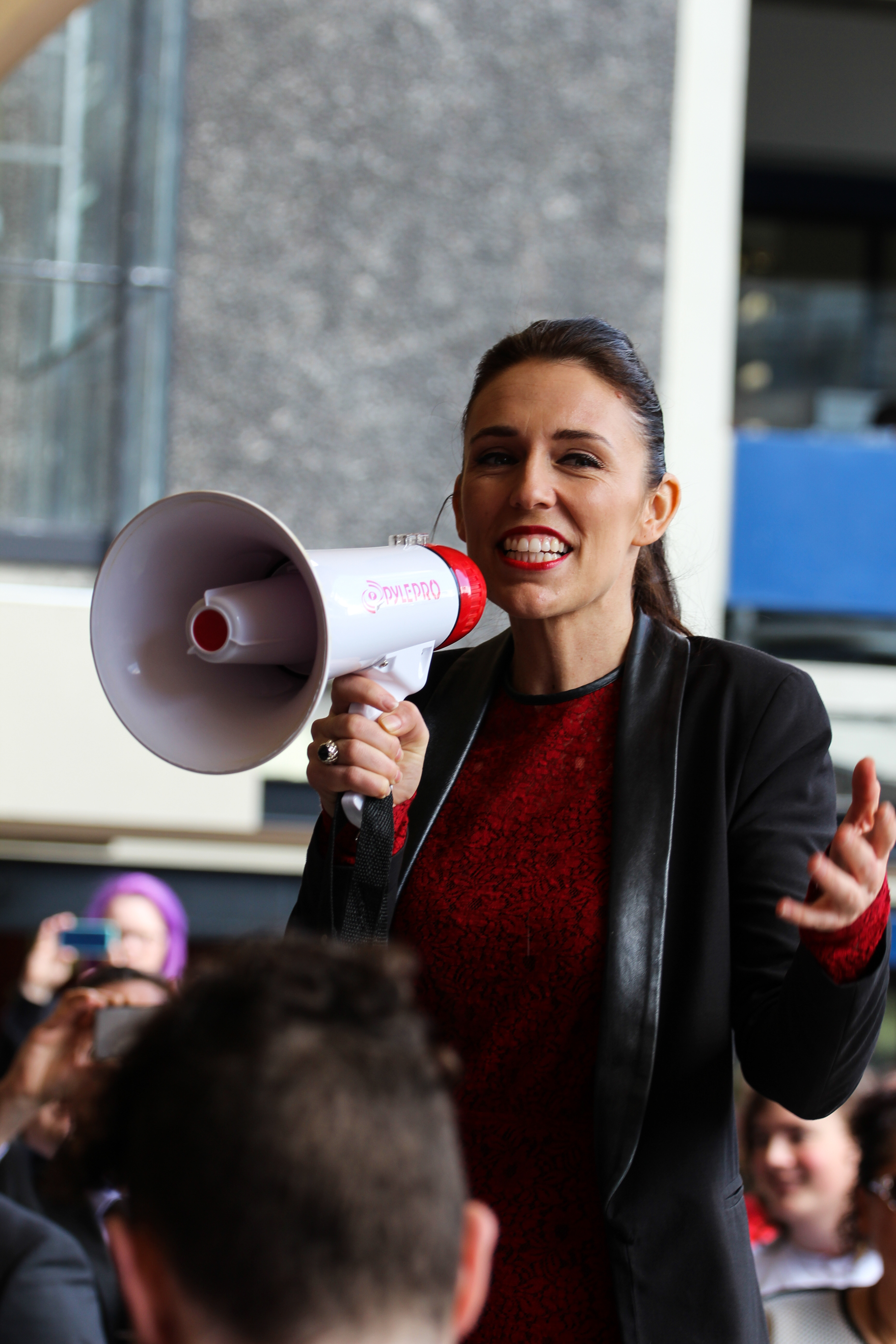
Jacinda Ardern, cheffe de l'opposition travailliste, en campagne pour ces élections.

L'opposition parlementaire sortante n'est pas unifiée. Elle comprend trois partis politiques.
Le Parti travailliste (32 députés) est le principal parti d'opposition ; sa dirigeante, Jacinda Ardern, est la chef de l'opposition officielle. C'est un parti de centre gauche, défendant les principes du socialisme démocratique. Il promeut l'égalité des chances, le droit au travail, une plus juste répartition des richesses, la justice sociale, et une gestion durable des ressources du pays, respectueuse des intérêts des générations futures. Jacinda Ardern ne devient cheffe du parti que le 31 juillet, quelques semaines avant les élections, son prédécesseur Andrew Little ayant démissionné en raison des mauvais sondages.
Le Parti vert (14 députés) est un parti écologiste et de gauche. Outre une économie soutenable et respectueuse de l'environnement, il prône « la participation de tous à la société, la justice et une bonne qualité de vie », qui doivent primer « l'enrichissement matériel individuel ». Troisième plus grand parti au Parlement, il est, de par ses statuts, co-dirigé par une femme (poste vacant) et un homme (James Shaw). Metiria Turei, co-cheffe du parti, est contrainte de démissionner de la co-direction du parti le 9 août, quelques semaines avant l'élection, ayant admis qu'elle avait commis une fraude aux allocations sociales dans les années 1990.
Le parti Nouvelle-Zélande d'abord (12 députés), dirigé par Winston Peters, est un parti centriste populiste, qui prône principalement une réduction de l'immigration et la défense des intérêts des retraités et des personnes âgées.

## Sondages
Un sondage début août suggère des changements significatifs dans les intentions de vote exprimées jusque lors. La popularité de Jacinda Ardern, tout juste choisie comme nouvelle cheffe du Parti travailliste, voit son parti gagner treize points, passant de 23 % à 36 % d'intentions de vote. À l'inverse, les Verts perdent sept points, passant de 15 % à 8 % d'intentions de vote après la décision « catastrophique » de leur co-cheffe Metiria Turei d'admettre sa fraude aux allocations sociales commise dans les années 1990. Le Parti national stagne mais demeure nettement en tête, avec 43 % (contre 42 % précédemment). Le parti populiste Nouvelle-Zélande d'abord recule très nettement, passant de 16 % à 8 %, mais demeure en position d'arbitre, aucun gouvernement ne paraissant constituable sans son soutien.
Un sondage publié le 17 août confirme ces tendances. Les travaillistes auraient 37 % d'intentions de vote, le Parti national 44 %, et Nouvelle-Zélande d'abord 10 %, tandis que les Verts chuteraient à 4 %, en dessous de la barre des 5 % nécessaire pour obtenir des sièges au scrutin de liste. Le politologue Bryce Edwards de l'université d'Otago note que le faible score des Verts s'explique non seulement par la confession de Metiria Turei, mais aussi par la popularité soudaine de la nouvelle dirigeante travailliste Jacinda Ardern, vue par les électeurs de gauche comme une Première ministre potentielle et drainant ainsi les voix des sympathisants écologistes.
Le 29 août, la projection en nombre de sièges estimée par The New Zealand Herald donne les deux principaux partis à égalité avec 51 sièges chacun, soit une dizaine de moins qu'il n'en faudrait pour une majorité absolue. Nouvelle-Zélande d'abord obtiendrait 12 sièges, en position d'arbitre ; les Verts, sept ; le Parti maori, deux ; et l'ACT, un seul.
Le 31 août, un sondage indique 43 % d'intentions de vote pour les travaillistes, leur meilleur score depuis dix ans, les positionnant devant le Parti national (41 %). Le parti Nouvelle-Zélande d'abord serait à 8 %, et les Verts à 5 %,. Un sondage le 3 septembre donne le Parti national à 43,3 % d'intentions de vote, le Parti travailliste à 39,4 %, Nouvelle-Zélande d'abord à 6,6 %, et les Verts à 6,1 %. Le 12 septembre, l'estimation de Radio New Zealand, croisant différents sondages, donne 41,3 % des intentions de vote et 51 sièges au Parti national, 40,5 % et 50 sièges au Parti travailliste, 7,5 % et neuf sièges à Nouvelle-Zélande d'abord, 5,5 % et sept sièges aux Verts, 1,4 % et deux sièges au Parti maori, et 0,9 % et un siège au parti ACT.
Un sondage publié le 20 septembre, trois jours avant l'élection, constate une remontée des intentions de vote en faveur du Parti national (46 %) et une baisse pour le Parti travailliste (37 %). Les Verts seraient à 8 %, et Nouvelle-Zélande d'abord chuterait juste en dessous de 5 %, risquant donc de n'obtenir aucun siège.

## Résultats

### Résultats par parti
Ces élections produisent un parlement sans majorité, où le Parti national manque une nouvelle fois de peu d'atteindre la majorité absolue des sièges. Le Parti travailliste progresse, mais demeure en deuxième place. Seuls cinq partis sont représentés à la nouvelle assemblée, contre sept durant la législature sortante : le Parti maori et le parti Avenir uni ont perdu leurs sièges.
Cette configuration positionne Winston Peters et son parti Nouvelle-Zélande d'abord en faiseur de roi : une alliance entre les Nationaux et les Verts étant hautement improbable, aucun gouvernement ne semble pouvoir être formé sans le soutien de Peters.
|                           |                           |                  |                  |                  |                  |                 |                 |                 |                 |              |               |  |  |  |
| Parti                     | Parti                     | Circonscriptions | Circonscriptions | Circonscriptions | Circonscriptions | Proportionnelle | Proportionnelle | Proportionnelle | Proportionnelle | Total sièges | +/-           |  |  |  |
| Parti                     | Parti                     | Voix             | %                | Sièges           | +/-              | Voix            | %               | +/-             | Sièges          | Total sièges | +/-           |  |  |  |
|                           | Parti national            | 1 114 367        | 44,05            | 41               | en stagnation    | 1 152 075       | 44,45           | 2,59            | 15              | 56           | 4             |  |  |  |
|                           | Parti travailliste        | 958 155          | 37,88            | 29               | 2                | 956 184         | 36,89           | 11,76           | 17              | 46           | 14            |  |  |  |
|                           | Nouvelle-Zélande d'abord  | 137 816          | 5,45             | 0                | en stagnation    | 186 706         | 7,20            | 1,46            | 9               | 9            | 2             |  |  |  |
|                           | Parti vert                | 174 725          | 6,91             | 0                | en stagnation    | 162 443         | 6,27            | 4,43            | 8               | 8            | 6             |  |  |  |
|                           | Le Parti des opportunités | 26 034           | 1,03             | 0                | Nv.              | 63 261          | 2,44            | Nv.             | 0               | 0            | en stagnation |  |  |  |
|                           | Parti māori               | 53 247           | 2,11             | 0                | 1                | 30 580          | 1,18            | 0,14            | 0               | 0            | 2             |  |  |  |
|                           | ACT New Zealand           | 25 471           | 1,01             | 1                | en stagnation    | 13 075          | 0,50            | 0,19            | 0               | 1            | en stagnation |  |  |  |
|                           | Parti du cannabis         | 4 144            | 0,16             | 0                | en stagnation    | 8 075           | 0,46            | 0,15            | 0               | 0            | en stagnation |  |  |  |
|                           | Parti conservateur        | 6 115            | 0,24             | 0                | en stagnation    | 6 253           | 0,24            | 3,75            | 0               | 0            | en stagnation |  |  |  |
|                           | Mouvement mana            | 8 196            | 0,32             | 0                | en stagnation    | 3 642           | 0,14            | Nv.             | 0               | 0            | en stagnation |  |  |  |
|                           | Avenir uni                | 1 285            | 0,05             | 0                | 1                | 1 782           | 0,07            | 0,15            | 0               | 0            | 1             |  |  |  |
|                           | Autres                    | 19 976           | 0,79             | 0                | en stagnation    | 7 820           | 0,30            | -               | 0               | 0            | en stagnation |  |  |  |
|                           |                           |                  |                  |                  |                  |                 |                 |                 |                 |              |               |  |  |  |
| Suffrages exprimés        | Suffrages exprimés        | 2 529 531        | 98,81            |                  |                  | 2 591 896       | 98,54           |                 |                 |              |               |  |  |  |
| Votes blancs et invalides | Votes blancs et invalides | 30 422           | 1,19             | 38 277           | 1,46             |                 |                 |                 |                 |              |               |  |  |  |
| Total                     | Total                     | 2 559 953        | 100              | 71               | en stagnation    | 2 630 173       | 100             | -               | 49              | 120          | 1             |  |  |  |
| Abstentions               | Abstentions               | 738 056          | 22,38            |                  |                  | 667 836         | 20,25           |                 |                 |              |               |  |  |  |
| Inscrits/Participation    | Inscrits/Participation    | 3 298 009        | 77,62            | 3 298 009        | 79,75            |                 |                 |                 |                 |              |               |  |  |  |

### Circonscriptions ayant changé de couleur politique
Sur les soixante-et-onze circonscriptions, seules cinq sont perdues par les partis qui les détenaient. Parmi elles, les sièges de trois chefs de parti du Parlement sortant. Si Peter Dunne a renoncé par avance à son siège en ne se représentant pas, la défaite de Te Ururoa Flavell dans sa circonscription signifie que le Parti maori n'est pas représenté dans la nouvelle assemblée. Winston Peters est battu dans sa circonscription à Northland, mais obtient un siège via le scrutin de liste.
| Circonscription      | Député sortant | Député sortant    | Parti du sortant         | Sortant se représente ? | Élu | Élu           | Parti de l'élu |
| -------------------- | -------------- | ----------------- | ------------------------ | ----------------------- | --- | ------------- | -------------- |
| Christchurch Central |                | Nicky Wagner      | National                 | oui                     |     | Duncan Webb   | Travailliste   |
| Hutt South           |                | Trevor Mallard    | Travailliste             | non                     |     | Chris Bishop  | National       |
| Northland            |                | Winston Peters    | Nouvelle-Zélande d'abord | oui                     |     | Matt King     | National       |
| Ōhāriu               |                | Peter Dunne       | Avenir uni               | non                     |     | Greg O'Connor | Travailliste   |
| Waiariki             |                | Te Ururoa Flavell | Maori                    | oui                     |     | Tamati Coffey | Travailliste   |

### Formation d'un gouvernement
Un gouvernement ne peut être constitué que s'il dispose de la confiance d'une majorité des députés (soit au moins 61). Le soir du vote, Winston Peters, chef du parti Nouvelle-Zélande d'abord, précise que « cela prendra du temps » avant qu'il n'annonce auquel des deux grands partis il permettra de gouverner, et selon quelles modalités. Le parti Vert appelle à la formation d'une coalition rouge-noire-verte. Il est jugé probable que les négociations durent plus de deux semaines. Jacinda Ardern vise une entente à trois entre son parti, les Verts et Nouvelle-Zélande d'abord (qui auraient ensemble 63 sièges), tandis que Bill English indique dès le lendemain du vote qu'il souhaite former un gouvernement à deux avec Nouvelle-Zélande d'abord (65 sièges), qui exclurait l'unique député du parti ACT,.
Le 19 octobre, Winston Peters annonce que son parti a choisi de s'allier aux travaillistes. Le Parti travailliste forme ainsi un gouvernement de coalition avec Nouvelle-Zélande d'abord et les Verts. À l'âge de 37 ans et trois mois, Jacinda Ardern, troisième femme à devenir cheffe du gouvernement néo-zélandais (après Jenny Shipley et Helen Clark), devient par la même occasion la deuxième plus jeune personne à diriger le gouvernement de Nouvelle-Zélande. (Edward Stafford en 1856 était devenu Premier ministre à l'âge de 37 ans et un mois.) Le Parti vert intègre le gouvernement pour la première fois de son histoire.